# Nieves Urrutia Agorreta
Mª Nieves Urrutia Agorreta (Vitoria, 19 de diciembre de 1938) es una arqueóloga y espeleóloga alavesa. 

## Biografía
Comenzó su andadura científica en 1954, en el seno del Departamento de Espeleología creado en el Grupo de Montaña Manuel Iradier (que luego se integraría en el Grupo Espeleológico Alavés - Arabako Espeleologi Taldea AET). Trabajando en diferentes ciencias del karst, desarrolló su afición por la arqueología; y a partir de 1960 se especializó en este campo, extendiendo las investigaciones de las cuevas a los yacimientos exteriores.

### Espeleología
El año 1960 junto con su pareja, el arqueólogo Armando Llanos Ortiz de Landaluze, realizaron importantes descubrimientos de cuevas con arte rupestre, como la de Solacueva de Jokano o la Cueva de Lazaldaien (Zarate).
Estudió muchas cuevas en muchos lugares de Álava: Basotxo, Aratz, Atauri, Gillarte, Arboro, Eratxeta, Atadoi, Egino, Obi, Okina, Arrillor, Badaia, Apodaka, Asunkorta, Lendia, Obenkun, Roitegi, Solacueva, Arkamo, Lazaldai, o Los Goros. Sin embargo, su fuerza se centró principalmente en la exploración de Mairuelegorreta. En esta cueva laberíntica, Urrutia y sus compañeros descubrieron y topografiaron muchos sectores nuevos, incluido el río de nivel inferior, hasta convertirse en 1958 en la segunda cueva más larga de España.
Para profundizar en las ciencias del karst, contaron con la colaboración de otros espeleólogos del País Vasco que, al inicio de su andadura, recibieron sesiones de formación en geología, biología, técnica exploratoria, paleontología, arqueología, topografía, climatología, hidrología, espeleolaje, con la participación de la Sociedad de Ciencias Aranzadi, y la Institución Príncipe de Viana. También tuvo la oportunidad de participar en la investigación de karst fuera de Álava, como la Cueva de Morillo de Urbasa (Tximua), las II Jornadas de Espeleología Vasca, o en las V Jornadas de Larra-Belagua de Navarra.
Desde sus inicios se dedicó, en muchas ocasiones, a las sesiones de prospección y calicata arqueológica en las cuevas; y en 1957 fue una de las personas que fundaron el Instituto Alavés de Arqueología. En 1960 realizaron importantes descubrimientos: en agosto en Solacueva (Jokano) los miembros del grupo Juan y Julio Arbosa descubrieron arte rupestre; y en septiembre, la propia Urrutia y su marido Armando Llanos también, en Lazaldai (Zárate).

### Arqueología
A partir de 1961, investigaron las cuevas artificiales de la zona de Albaina, Bernedo y Markinez, con la ayuda de espeleólogos del Grupo de Espeleología Alavés (AET). En 1968, el poblado de la Edad del Hierro de Henayo (Alegría de Álava) fue identificado en una prospección conjunta con Jaime Fariña, miembro del AET y excavado entre 1969-70.
A partir de 1973, Llanos se hizo cargo de las excavaciones del yacimiento de la Edad de Hierro de La Hoya (Laguardia), donde también trabajó Urrutia hasta 1989.
En 1976 colaboraron con miembros del Grupo de Espeleología Edelweiss en la cueva de Ojo Guareña (Burgos) en el estudio de un cadáver de la Edad del Hierro hallado en la pasarela llamada Vía Seca. En 1978 se realizó la excavación del yacimiento de Solacueva en Lakozmont, Jokano, en los testigos cedidos por José Miguel Barandiaran.
Entre 2010 y 2011 se dedicaron a la excavación del poblado de la Edad del Hierro Urisolo (Letona).
Ha sido vicepresidenta de Eusko Ikaskuntza en Álava.

## Premios y reconocimientos
- 2022 Distinción 'Enrique Eguren' que concede el Instituto Alavés de Arqueología.[17]